# François Viète

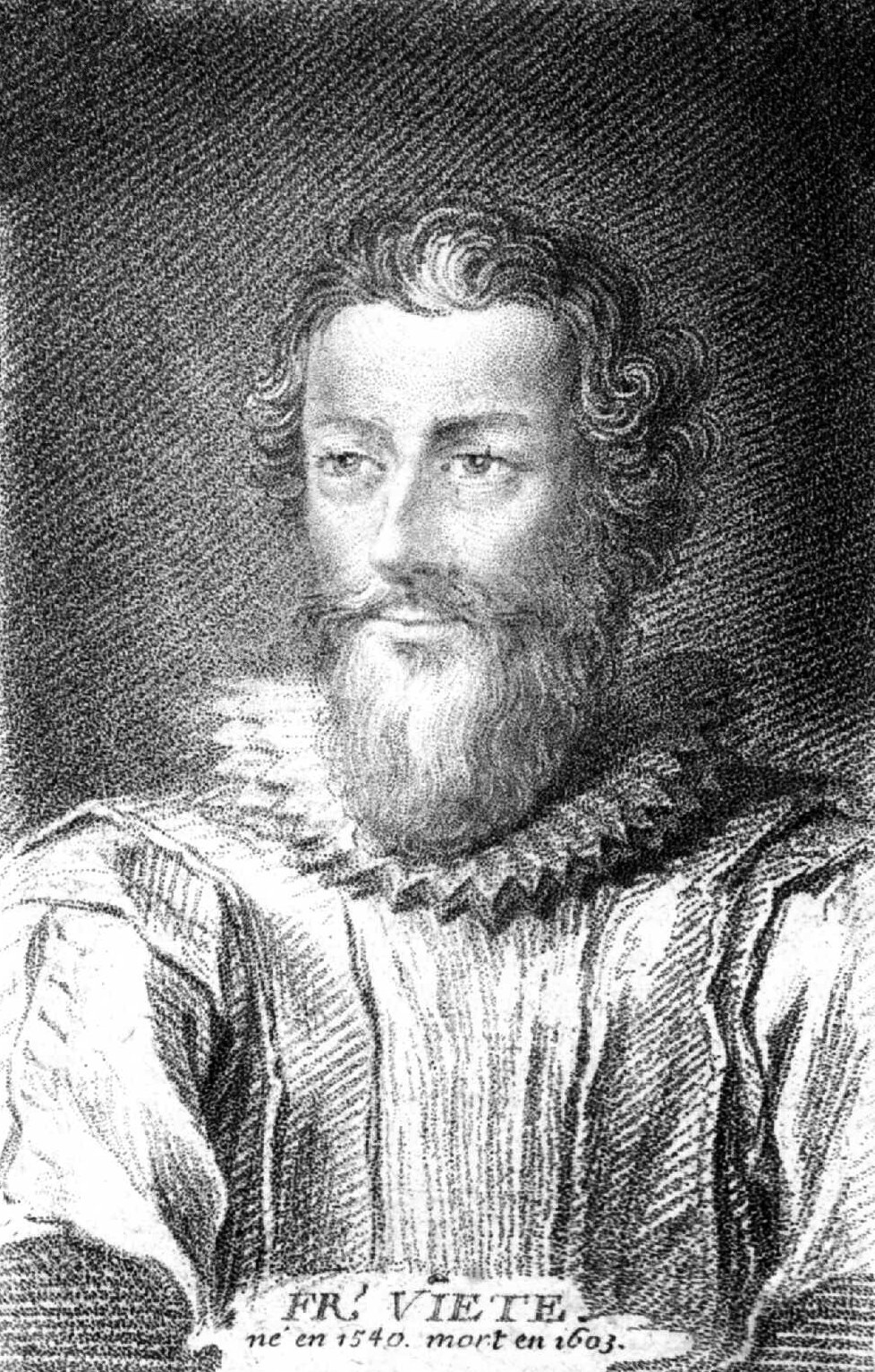
François Viète

François Viète, of Franciscus Vieta (Fontenay-le-Comte, 1540 – Parijs, 13 december 1603) was Frans wiskundige, rechtsgeleerde en parlementariër.
Hij was zowel onder Hendrik III als Hendrik IV koninklijk raadsman, hoewel hij enige tijd uit de gratie is geweest. Voor de tweede ontcijferde hij Spaanse berichten tijdens de Tachtigjarige Oorlog.
De meeste roem vergaarde hij door logista speciosa (1591), een werk over het gebruik van letters in algebraïsche vergelijkingen. Verder werk van zijn hand is onder meer Canon mathematicus (1579) en Apollonius Gallus (1600). Een groot deel van de geschriften van Viète werd in 1646 door Frans van Schooten uitgegeven en is bekend onder de titel Opera Mathematica.

## Biografie

### Oorsprong
Viètes grootvader was een koopman uit La Rochelle. Zijn vader, Etienne Viète, was advocaat in Fontenay-le-Comte en notaris in Le Busseau. Zijn moeder was de tante van Barnabé Brisson, de magistraat en de eerste voorzitter van het parlement tijdens het overwicht van de Katholieke Liga in Frankrijk.
In 1540 geboren in Fontenay-le-Comte, bezocht Viète een franciscaanse school. Vanaf 1558 studeerde hij rechten aan de Universiteit van Poitiers, waar hij in 1559 afstudeerde als Bachelor in de rechten. Een jaar later begon hij in zijn geboortestad een carrière als advocaat. Vanaf het begin werd hij met bepaalde belangrijke zaken belast, met inbegrip van de afwikkeling van een financiële regeling voor de weduwe van koning Frans I van Frankrijk in Poitou en de belangenbehartiging van Maria I van Schotland.

### In dienst bij de Parthenays
In 1564 trad Viète in dienst van Antoinette d'Aubeterre, vrouwe van Soubise, echtgenote van Johan V van Parthenay-Soubise, een van de belangrijkste hugenootse militaire leiders. In opdracht van haar reisde Viete naar Lyon om documenten te verzamelen over de heldhaftige verdediging van haar man van Lyon tegen de troepen van de hertog van Nemours, Jacobus van Savoye-Nemours een jaar eerder.
In datzelfde jaar, in het Parc-Soubise, in de gemeente Mouchamps, Vendée, werd Viète de tutor van Catherine de Parthenay, de elfjarige dochter van de Soubises. Hij onderwees haar in de natuurwetenschap en de wiskunde en schreef voor haar tal van verhandelingen over astronomie, geografie en trigonometrie, waarvan sommige bewaard zijn gebleven. In deze verhandelingen maakte Viète, twintig jaar vóór Simon Stevin, reeds gebruik van decimale getallen. Ook was hij veertig jaar voor Kepler en twintig jaar voor de dood van Giordano Bruno al bekend met de elliptische banen van de planeten.
Johan V van Parthenay stelde hem ter beschikking aan koning Karel IX van Frankrijk. Viète schreef een genealogie van de Parthenayfamilie en hij schreef na de dood van Johan V van Parthenay-Soubise in 1566 diens biografie.
In 1568 huwde Antoinette, vrouwe van Soubise, haar dochter Catherine uit aan baron Charles de Quellenec. Viète vergezelde Catherine naar La Rochelle, waar hij in de kringen van de hoogste calvinistische aristocratie verkeerde. Hij ontmoette daar leiders, zoals Coligny en Condé, koningin Johanna van Navarra en haar zoon, Hendrik van Navarra, de toekomstige Hendrik IV van Frankrijk.
In 1570 weigerde hij de Dames van Soubise te vertegenwoordigen in hun beruchte rechtszaak tegen de baron De Quellenec. Daar beweerden de dames dat de baron niet in staat of onwillig was om zijn echtelijke plichten op zodanige wijze te vervullen dat dit kon leiden tot een erfgenaam.

### Eerste stappen in Parijs
In 1571 schreef hij zich in Parijs in als advocaat. Hij bleef zijn leerlinge Catherine bezoeken. Hij woonde regelmatig in Fontenay-le-Comte, waar hij een aantal gemeentelijke functies vervulde. Hij begon met de publicatie van zijn Universalium inspectionum ad canonem mathematicum liber singularis en deed 's nachts of tijdens periodes van vrije tijd nieuwe wiskundige onderzoekingen. Hij stond erom bekend soms wel drie dagen al piekerend over een vraag die hem bezighield stil te staan, zijn elleboog op het bureau, zich daarbij voedend zonder dat hij van positie veranderde (volgens zijn vriend, Jacques-Auguste de Thou).
In 1572 was Viète tijdens de Bartholomeusnacht in Parijs. Die nacht werd baron De Quellenec gedood nadat hij de vorige nacht geprobeerd had om admiraal De Coligny te redden. In hetzelfde jaar ontmoette Viète Françoise de Rohan, vrouwe van Garnache. Hij werd haar raadsman in haar proces tegen Jacobus van Savoye-Nemours, hertog van Nemours.
In 1573 werd hij raadslid van het parlement van Bretagne in Rennes. Twee jaar later verkreeg hij de instemming van Antoinette d'Aubeterre voor het huwelijk van Catherina van Parthenay met hertog René de Rohan, de broer van Françoise.
In 1576 werd hij een protegé van Henri de Rohan. De hertog van Rohan beval hem in 1580 aan als "maître des requêtes". In 1579 liet Viète zijn canonem mathematicum drukker bij de "Metayer" uitgeverij. Een jaar later werd hij benoemd tot maître des requêtes bij het parlement van Parijs, toegewijd aan het dienen van de koning. Datzelfde jaar leverde zijn succes in het proces tussen de hertog van Nemours en Françoise de Rohan, in het voordeel van de laatstgenoemde, hem de wrok van de hardnekkige Katholieke Liga op.

### Verbanning in Fontenay
Tussen 1583 en 1585 haalde de Katholieke Liga Hendrik III over om zijn banden met Viète te verbreken. Viète werd er van beschuldigd sympathie te hebben voor de protestantse zaak. Hendrik van Navarra schreef op 3 maart en 26 april 1585, op verzoek van Rohan, twee brieven aan koning Hendrik III van Frankrijk in een poging Viète in zijn voormalige ambten te herstellen. Hij faalde echter.
Vieta trok zich met François de Rohan terug in Fontenay en in Beauvoir-sur-Mer. Hij bracht daar vier jaar door, die hij wijdde aan de wiskunde. Hij schreef er "Analytic Art" of Nieuwe Algebra.

### Codeontcijferaar voor twee koningen
In 1589 zocht Hendrik III zijn toevlucht in Blois. Hij beval de koninklijke ambtenaren om voor 15 april 1589 in Tours te verschijnen. Viète was een van de eersten die terugkwam naar Tours. Hij ontcijferde de geheime brieven van de Katholieke Liga en andere vijanden van de koning. Later kreeg hij ruzie met de klassieke geleerde Scaliger. Viète zegevierde tegen hem in 1590.
Na de dood van Hendrik III werd Viète adviseur van Hendrik van Navarra, nu Hendrik IV. Hij werd gewaardeerd door de koning, die zijn wiskundige talenten bewonderde. Viète kreeg de positie van raadsheer van het parlement'van Tours. In 1590 ontdekte Viète de sleutel tot een Spaans versleutelingsalgoritme, bestaande uit meer dan 500 tekens, en dit betekende dat alle vercijferde brieven in het Spaans, die in handen vielen van de Fransen, gemakkelijk konden worden gelezen.
Hendrik IV publiceerde een brief van commandant Moreo aan de koning van Spanje. De inhoud van deze brief, die was gelezen door Viète, toonde aan het hoofd van de Katholieke Liga in Frankrijk, de hertog van Mayenne, plannen beraamde om koning te worden in plaats van Hendrik IV. Deze publicatie leidde tot het einde van de godsdienstoorlogen in Frankrijk. De koning van Spanje beschuldigde Viète ervan magische krachten te hebben gebruikt. In 1593 publiceerde Viète zijn argumenten tegen Scaliger. Vanaf 1594 werd hij exclusief benoemd tot codebreker van de geheime codes van de vijand.

### Gregoriaanse kalender
In 1582 publiceerde paus Gregorius XIII zijn encycliek Inter gravissimas, waarin hij de katholieke koningen beval om afscheid te nemen van de juliaanse kalender, dit gebaseerd op de berekeningen van de Calabrische arts Aloysius Lilius of Giglio. Zijn werk werd na diens dood voortgezet door de wetenschappelijk adviseur van de paus, Christopher Clavius.
Viète beschuldigde Clavius er, in een reeks pamfletten uit 1600, van op willekeurige wijze correcties en tussentijdse dagen te hebben ingevoerd. Hij vond dat Clavius het werk van zijn voorganger, met name de berekening van de maancyclus, niet goed begrepen had. Viète deed een nieuw voorstel, die door Clavius na de dood van Viète in zijn Explicatio (1603) echter slim werd weerlegd,.
Er wordt gezegd dat Viète het bij het verkeerde eind had. Zonder twijfel zag Viète zichzelf als een soort "Koning van de Tijd", zoals de historicus van de wiskunde, Dhombres, beweerde. Het is juist dat Viète nogal kritisch tegenover Clavius stond, zoals uit de onderstaande uitspraak van De Thou blijkt: 

Hij zei dat Clavius was heel slim was in het uitleggen van de beginselen van de wiskunde, dat hij met grote helderheid hoorde wat de auteurs hadden uitgevonden, dat hij verschillende verhandelingen schreef met daarin wat er vóór hem was geschreven zonder vermelding van de bronnen. Zijn werken waren in een betere orde dan wat verspreid en verward in de vroege geschriften ...

### De Adriaan van Roomen-affaire
In 1594 hervatte Scaliger zijn aanvallen vanaf zijn leerstoel aan de Universiteit van Leiden. Viète diende hem het volgende jaar definitief van repliek. In maart van datzelfde jaar verzocht Adriaan van Roomen de oplossing van een veeltermvergelijking van graad 45 aan de beste wiskundigen van Europa. Koning Hendrik IV ontving een onheuse bejegening van de Nederlandse ambassadeur, die beweerde dat geen enkele wiskundige in Frankrijk dit probleem op kon lossen. Koning Hendrik IV antwoordde dat Adriaan Van Roomen de vraag niet gesteld had aan Franse wiskundigen en riep Viète.
Viète kwam, zag het probleem, en vond, na een paar minuten op een venster geleund te hebben, direct een oplossing. Het was de vergelijking tussen sin(x) en sin(x/45). Hij vond deze oplossing onmiddellijk op en zei dat hij in staat was om de oplossing voor de andere 22 variabelen op hetzelfde moment aan de ambassadeur te geven (in werkelijkheid deed hij de volgende dag). "Ut legit, ut solvit", zei hij later. Ook stuurde hij een nieuw probleem terug naar van Roomen. Dit probleem moest opgelost worden met behulp van Euclidische instrumenten (liniaal en passer). Het probleem Het betrof het verloren antwoord voor een probleem dat voor het eerst werd gesteld door Apollonius van Perga. Adriaan Van Roomen kon dat probleem echter niet oplossen zonder zijn toevlucht te nemen tot een trucje.

### Laatste jaren
In 1598 werd Viète buitengewoon verlof verleend. Hendrik IV droeg hem echter op een eind te maken aan de opstand van de notarissen, die de koning had bevolen hum honoraria terug te betale. Ziek en uitgeput door het werk, verliet hij in december 1602 de dienst van de koning en ontving 20.000 écu, die na zijn dood bij zijn bed werden gevonden.
Een paar weken voor zijn dood schreef hij een laatste verhandeling over kwesties binnen de cryptografie. Het verschijnen maakte alle op dat moment gebruikte encryptie-methoden op slag overbodig. 
Hij overleed op 23 februari 1603, aldus De Thou,. Hij liet twee dochters achter, Jeanne, geboren uit Barbe Cottereau en Suzanne, geboren uit Julienne Leclerc. Jeanne, de oudste, overleed in 1628. Zij was getrouwd met Jean Gabriau, een raadsheer van het parlement van Bretagne. Suzanne overleed in januari 1618 in Parijs. De oorzaak van de dood Viète is onbekend. Alexander Anderson, leerling van Viète en uitgever van zijn wetenschappelijke nalatenschap, spreekt van een "praeceps et immaturum autoris Fatum."

## Wiskundig werk
Viète schreef meerdere werken over algebra, meetkunde en goniometrie. Hij paste algebra en driehoeksmeting toe om eigenschappen van figuren te onderzoeken. Zijn eerste werk over trigonometrie was de Canon Mathematicus dat in 1579 werd gepubliceerd. Het boek bevat tabellen voor de waarden van sinus en cosinus, enz., alsmede een wiskundige verklaring van die tabellen. Hij werkte in dat boek met decimale getallen, waarbij hij de decimalen achter een verticale streep plaatste en een iets kleinere lettergrootte gaf. Onze decimale komma kende hij niet. Vele van de bekende trigonometrische identiteiten komen van zijn hand, zoals de groep van de vier identiteiten van het type:
{\displaystyle \sin \,A\,+\sin \,B\,=\,2\,\sin {\frac {1}{2}}\left({A+B}\right)\,\,\cos {\frac {1}{2}}\left({A-B}\right)}
Zijn meest belangrijke werken zijn de In Artem Analyticam Isagoge (Inleiding tot de analytische kunst) dat in 1591 in Tours werd gepubliceerd; de Supplementum Geometriae, een verzameling meetkundige problemen, Tours 1593; en de De Numerosa Potestatum Resolutione, Parijs 1600. De drukwerken waren enkel bedoeld voor verspreiding in beperkte kring, maar ze werden in 1646 te Leiden samen in een enkel volume gepubliceerd door de Nederlandse wiskundige Frans van Schooten.
De In Artem is het vroegste werk over symbolische algebra. Men vindt hier voor het eerst het gebruik van letters voor zowel de bekende (coëfficiënten) als de onbekende grootheden (variabelen). Voor de constanten gebruikte hij medeklinkers B, C, D, enz. en voor de variabelen de klinkers A, E, I, enz. Voor de notatie van de machten van grootheden gebruikte hij een systeem dat de relatie tussen de verschillende machten duidelijk maakte, A quadratus of Aq, A cubus of Ac, Aqq enz. Om consistent te blijven identificeerde hij A met een lijnsegment, Aq met een oppervlak en Ac met een volume en hij wees ook in dit verband op het voordeel om met homogene vergelijkingen te werken.
Een vergelijking als 
{\displaystyle 3BA^{2}-DA+A^{3}=Z}
zou hij geschreven hebben als B3 in A quad.- D plano in A + A cubo aequatur Z solido.
Hier ziet men dat hij het '=' teken niet gebruikt, dit teken was gereserveerd voor 'het verschil tussen'.
In een appendix die Logistice Speciosa genoemd werd, behandelde hij het optellen en vermenigvuldigen van algebraïsche grootheden en de expansie van de binomiaal tot aan de zesde macht. Een andere appendix over het oplossen van vergelijkingen bekend onder de naam Zetetica werd later toegevoegd aan de In Artem.
Viète schreef in 1591 ook het werk De Aequationum Recognitione et Emendatione, dat in 1615 na zijn dood door Alexander Anderson gepubliceerd werd. In dit werk geeft hij aan hoe men uitgaande van een gegeven vergelijking een andere kon bekomen waarvan de wortels gelijk waren aan die van de eerste maar vermeerderd met een getal of vermenigvuldigd met een getal. Deze techniek was belangrijk voor het oplossen van de vierkantsvergelijking, de derdegraadsvergelijking en de vierdegraadsvergelijking. Dankzij zijn trigonometrische vaardigheden was Viète ook in staat om af te rekenen met Cardano's casus irreducibilis omtrent de kubische vergelijking met drie verschillende reële wortels.
Het was onder meer ook dankzij deze vaardigheden, dat hij het probleem van de Vlaamse wiskundige Adriaan van Roomen wist op te lossen. Bij dit probleem hoorde een vergelijking van de 45ste graad die Viète wist op te lossen met behulp van de goniometrie. In 1595 publiceerde Viète zijn oplossing.
De Numerosa Potestatum Resolutione wordt beschouwd als een van zijn minder waardevolle werken. Het ging hier vooral over numerieke vergelijkingen. Het werk bevat een benaderingsmethode om de waarden van de positieve wortels te vinden. Negatieve wortels werden door hem kategoriek verworpen.
In Recensio canonica effectionum geometricarum behandelt Viète een onderwerp dat we nu als algebraïsche meetkunde zouden bestempelen. In dit werk worden een aantal voorschriften opgesomd om algebraïsche uitdrukkingen te construeren, enkel gebruik makend van liniaal en passer.
Viète vroeg aan Adriaan van Roomen om een meetkundige constructie van een cirkel te bedenken, die aan drie gegeven cirkels raakt. Dit was het bekende probleem dat behandeld was door Apollonius in zijn De Tactionibus, een werk dat gedeeltelijk verloren gegaan was maar door Viète werd gereconstrueerd. Van Roomen loste het probleem op door gebruik te maken van kegelsneden. Viète gaf in zijn werk Apollonius Gallus (1600) een oplossing gebruik makend van de Euclidische meetkunde (enkel met liniaal en passer). Dit maakte zoveel indruk op Van Roomen dat hij Viète in Fontenay ging opzoeken. Uit dit contact ontstond een warme vriendschap tussen beiden.
In de zoektocht naar de waarde van het getal Pi was Viète de eerste om Pi voor te stellen als een oneindig product. In onze notatie ziet dat er zo uit:
{\displaystyle {\frac {2}{\pi }}=\cos {\frac {\pi }{4}}\cos {\frac {\pi }{8}}\cos {\frac {\pi }{16}}\cos {\frac {\pi }{32}}\cdot \cdot \cdot \cos \left({\pi \cdot \,2^{-n}}\right)\cdot \cdot \cdot }
Tot slot dient nog vermeld te worden dat Viète ook geïnteresseerd was in de wiskundige astronomie. In een groots opgezet werk Ad harmonicon Coeleste, dat nooit uitgegeven werd maar waarvan nog enkele manuscripten bestaan, beschreef hij de beweging van de planeten.

## Grote betekenis van Viète voor de wiskunde
De betekenis van zijn bijdrage op het punt van de algebraïsche notatie mag niet worden onderschat. Dankzij een efficiënte manier om wiskundige vergelijkingen op te schrijven, hoeft de wiskundige immers niet veel tijd en energie meer te verspillen om zijn probleem te formuleren en kan hij zich beter concentreren op de oplossing ervan. Indirect heeft Viète daardoor een grote bijdrage geleverd aan de verdere ontwikkeling van de algebra in de komende paar eeuwen.
Viètes notatie is door de na hem komende generatie wiskundigen nog verder geperfectioneerd.

## Voetnoten
1. ↑  Kinser, Sam, De werken van Jacques-Auguste de Thou. hier beschikbaar
2. ↑  Clavius, Christophorus, Christophori Clavii ... 0perum mathematicorum tomus Quintus continens "Romani calendarij à Gregorio XIII. P. M. restituti explicatio. Josephi Scaligeri elenchus & castigatio calendarij Gregoriani castigata. Responsio ad conuicia & calumnias Iosephi Scaligeri in calendarium Gregorianum. Confutatio calendarij Georgij Germanni VVartenbergensis Borusi", gepubliceerd door Anton Hierat [Koeln], Johann Volmar, Place Royale in Parijs, in 1612
3. ↑  Otte, Michael; Panza, Marco. Analyse en synthese in de wiskunde;   hier beschikbaar
4. ↑  De Thou (van de universiteit van Saint Andrews)
5. ↑  Ball, Walter William Rouse. A Short Account of the History of Mathematics (Een kort overzicht van de geschiedenis van de wiskunde). Beschikbaar hier